# 拉蒙塔紐埃拉
拉蒙塔紐埃拉（西班牙語：La Montañuela），是巴拿馬的城鎮，位於該國中西部，由貝拉瓜斯省的阿塔拉亞區負責管轄，面積27.6平方公里，海拔高度348米，2010年人口786，人口密度每平方公里28.5人。